# 金壮龙
金壮龙（1964年3月—），男，浙江定海人，中华人民共和国政治人物。曾任中央军民融合发展委员会办公室常务副主任（正部长级）、中华人民共和国工业和信息化部党组书记、部长等职。

## 生平

### 早年
金壮龙是浙江省舟山市定海区临城镇人，高中毕业于舟山中学。1982年考入北京航空学院飞行器总体设计（有翼导弹设计）专业，1984年5月加入中国共产党。
1986年从北航毕业后，考入上海航天技术研究院攻读研究生，同年被派送到西北工业大学进修飞行动力学专业，1989年6月在上海航天技术研究院获工学硕士学位。

### 步入航天系统
金壮龙硕士毕业后加入航天工作，历任技术员、工程组长、研究室副主任。1993年5月，任上海航天机电工程研究所副所长。
1996年2月，任上海航天技术研究院第八设计部主任。1998年1月，任上海航天局局长。
1999年6月，任中国航天科技集团公司党组成员兼上海航天局局长。2001年12月，任中国航天科技集团公司副总经理、党组成员。2003年，获复旦大学产业经济学博士学位。

### 进入国防科工委
2004年6月，任国防科学技术工业委员会秘书长，兼任国家航天局副局长、国防科工委新闻发言人。2005年7月，任国防科工委副主任、党组成员。
2007年8月，金壮龙兼任大型客机项目筹备组副组长。2007年10月，金壮龙在中共十七大上当选中共中央候补委员。2008年3月国防科工委撤销后，金壮龙出任新设央企中国商飞党委副书记、副董事长、总经理。2012年1月，任中国商飞董事长、党委书记。2012年11月，金壮龙在中共十八大上再次当选中共中央候补委员。

### 升任正部级
2017年6月，任中央军民融合发展委员会办公室常务副主任（正部长级）。2017年10月，金壮龙在中共十九大上当选中共中央委员。
2022年7月，出任工业和信息化部党组书记。
2022年9月2日，金壮龙经十三届全国人大常委会第三十六次会议表决，担任工业和信息化部部长。

### 卸任工信部领导
2025年2月28日，金壮龙在从公众视野消失两个月后，被免去工业和信息化部党组书记职务，由李乐成接替。2025年4月，不再担任工业和信息化部部长职务。